# Solenoptera metallescens
Solenoptera metallescens là một loài bọ cánh cứng trong họ Cerambycidae.